# Afonso da Maia
Afonso da Maia (1797 - 1877) é uma personagem do romance Os Maias, de Eça de Queirós. 

## Biografia
O seu pai era Caetano da Maia, um português antigo e fiel que se benzia ao nome de Robespierre, e que na sua apatia de fidalgo beato e doente, tinha só um sentimento vivo: o horror, o ódio ao Jacobino, e como tal custava-lhe a aceitar um filho jacobino; assim, Caetano da Maia desterrou o seu filho, Afonso da Maia, para a Quinta de Santa Olávia.
Meses depois desta atitude, Afonso voltava de Santa Olávia um pouco contrito, enfastiado daquela solidão, pedindo a bênção e dinheiro para ir para Inglaterra. Para lá foi, e durante a sua estadia o pai faleceu em Portugal.
Ao regressar a Lisboa conheceu D. Maria Eduarda Runa, com quem depois do luto do pai veio a casar-se.
De tão doce união, nasceu o Pedrinho.
D. Maria Eduarda era uma beata, o que dava grandes dores de cabeça a Afonso, pois se havia coisa que Afonso não suportava era o corropio de frades e boleeiros, atroando tabernas e capelas. Mas mesmo assim Afonso foi como que obrigado a deixar Pedrinho crescer neste ambiente de doutrina, devido à mulher doente que amava.
Porém, a educação de Carlos da Maia foi totalmente diferente, não tendo Afonso autorizado uma única palavra de doutrina, o que deixou Custódio (o abade) bastante triste. Em contrapartida, Carlinhos teve uma educação de grande rigidez, (típico sistema inglês, nação que o fascinara) que valorizava a força e o músculo, antes de proceder à educação livresca e académica, tendo como preceptor Sr. Brown. Esta deu bons frutos, fazendo de Carlinhos, um miúdo "levado da breca", um ilustre fidalgo.
Com o passar de todos estes anos, Afonso da Maia contou com a generosidade dos tempo e da saúde, pois manteve-se sempre forte, robusto e cheio de saúde.
No entanto, ele é a vítima inocente da tragédia que se desenrolará. Tendo sobrevivido à desgraça do filho, traído e abandonado pela mulher com quem casara contra a vontade do pai, Afonso não sobreviverá à desgraça do neto: morre de uma apoplexia na madrugada em que percebe que Carlos, mesmo sabendo que Maria é a sua irmã, continua a ser amante dela.

## Características
Afonso da Maia, fisicamente era baixo, maciço, de ombros quadrados e fortes, cara larga, o nariz aquilino e a pele corada. Os cabelos eram brancos, muito curtos e a barba branca e comprida, lembrava um varão esforçado das idas heróicas, um D. Duarte de Meneses ou um Afonso de Albuquerque; psicologicamente consideravam-no o personagem mais simpático do romance e aquele que o autor mais valorizou. Não se lhe conhecem defeitos e é um homem de carácter culto e requintado nos gostos. Enquanto jovem adere aos ideais do Liberalismo e é obrigado, por seu pai, a sair de casa; instalando-se em Inglaterra mas, falecido o pai, regressa a Lisboa para casar com Maria Eduarda Runa. Mais tarde, dedica a sua vida ao neto Carlos e já velho passa o tempo em conversas com os amigos, lendo com o seu gato – Reverendo Bonifácio – aos pés, opinando sobre a necessidade de renovação do país. É generoso para com os amigos e os necessitados. Ama a natureza, o que é pobre e fraco e tem altos e firmes princípios morais.